# 영월군·정선군
영월군·정선군은 대한민국의 옛 국회의원 선거구이다. 당시 강원도 영월군과 정선군 지역을 관할했다.

## 역사
제6대 국회의원 선거를 앞두고 영월군 선거구와 정선군 선거구가 통합되면서 신설되었다.
제9대 국회의원 선거를 앞두고 평창군 지역을 편입하면서 영월군·평창군·정선군 선거구를 이루게 됨에 따라 폐지되었다.

## 역대 국회의원
| 선거   | 정당 | 정당       | 의원   |
| ------ | ---- | ---------- | ------ |
| 1963년 |      | 민주공화당 | 엄정주 |
| 1967년 |      | 민주공화당 | 장승태 |
| 1971년 |      | 민주공화당 | 장승태 |

## 역대 선거 결과

### 대한민국 제6대 국회의원 선거
|  | 38.56% |

|  | 30.43% |

|  | 12.06% |

|  | 8.37% |

|  | 5.86% |

|  | 2.51% |

|  | 2.18% |

### 대한민국 제7대 국회의원 선거
|  | 52.68% |

|  | 31.59% |

|  | 10.34% |

|  | 2.89% |

|  | 1.44% |

|  | 1.03% |

### 대한민국 제8대 국회의원 선거
|  | 56.12% |

|  | 42.47% |

|  | 1.40% |